# Arado Ar 95
Arado 95 byl německý jednomotorový dvouplošný dvoumístný průzkumný plovákový letoun, vyvinutý firmou Arado ve 30. letech 20. století. Šest kusů stroje bylo testováno v Legii Condor ve španělské občanské válce. Část letounů stavěných pro Turecko byla po vypuknutí druhé světové války používána v Kriegsmarine.

## Vývoj

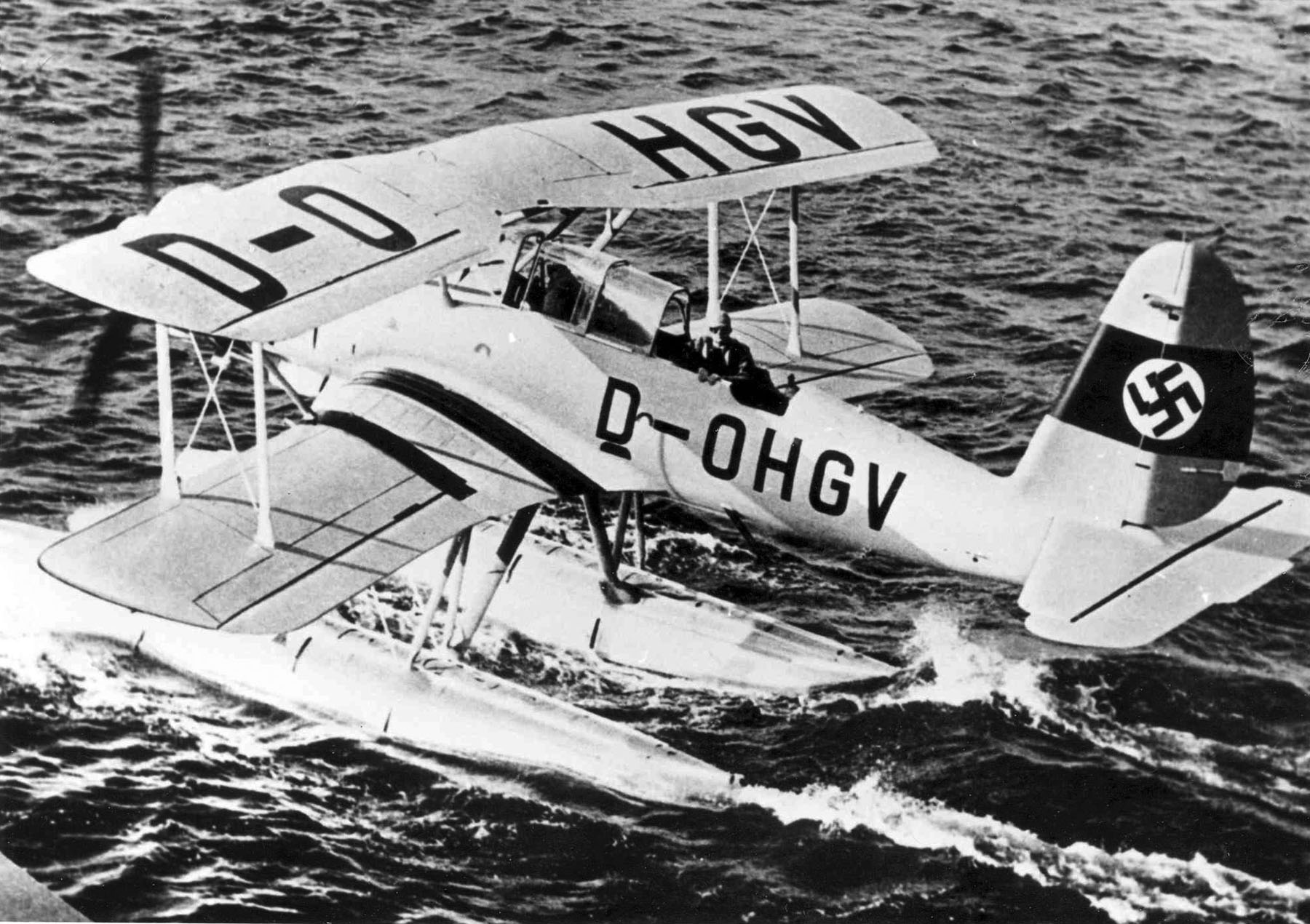
Arado Ar 95 V5

Arado 95 byl navržen v roce 1935 na základě zakázky na stavbu dvoumístného plovákového letounu určeného pro roli průzkumného letounu, bombardéru a torpédového bombardéru. Vyvíjeny byly verze s pevným i plovákovým podvozkem. Pozemní varianta letounu však nebyla objednána.
Letoun měl celokovovou konstrukci. První prototyp Ar 95 V1 (imatrikulace D-OLUO) poháněný devítiválcovým vzduchem chlazeným hvězdicovým motorem BMW 132 Dc o výkonu 647 kW vzlétl 3. prosince 1936. Jeho zkoušky ukázaly řadu nedostatků, například směrovou nestabilitu.
Druhý, upravený prototyp Ar 95 V2 (D-OHEO), který poháněl vodou chlazený dvanáctiválcový vidlicový motor Junkers Jumo 210Ca o výkonu 441 kW, už byl akceptován pro sériovou výrobu (u všech přibližně 100 sériových kusů Ar 95 však byl použit motor BMW 132, který poháněl třílistou vrtuli).
Další prototypy Ar 95 V3 (D-ODGX) a Ar 95 V5 (D-OHGV) byly navrženy jako třímístné letouny, které byly určeny jako vzorové stroje sériové verze hydroplánu Ar 95 A.
Prototyp Ar 95 V4 měl pevný kolový podvozek s aerodynamickými kryty a představoval vzorový kus pozemní varianty Ar 95 B.
Do sériové výroby se letoun dostal poté, co ve zkouškách porazil konkurenční Focke-Wulf Fw 62.
Typ Arado 95 se stal základem pro typ Arado Ar 195 - palubní torpédový bombardér, který byl vyvíjen pro provoz z paluby německé letadlové lodě Graf Zeppelin.

## Operační nasazení

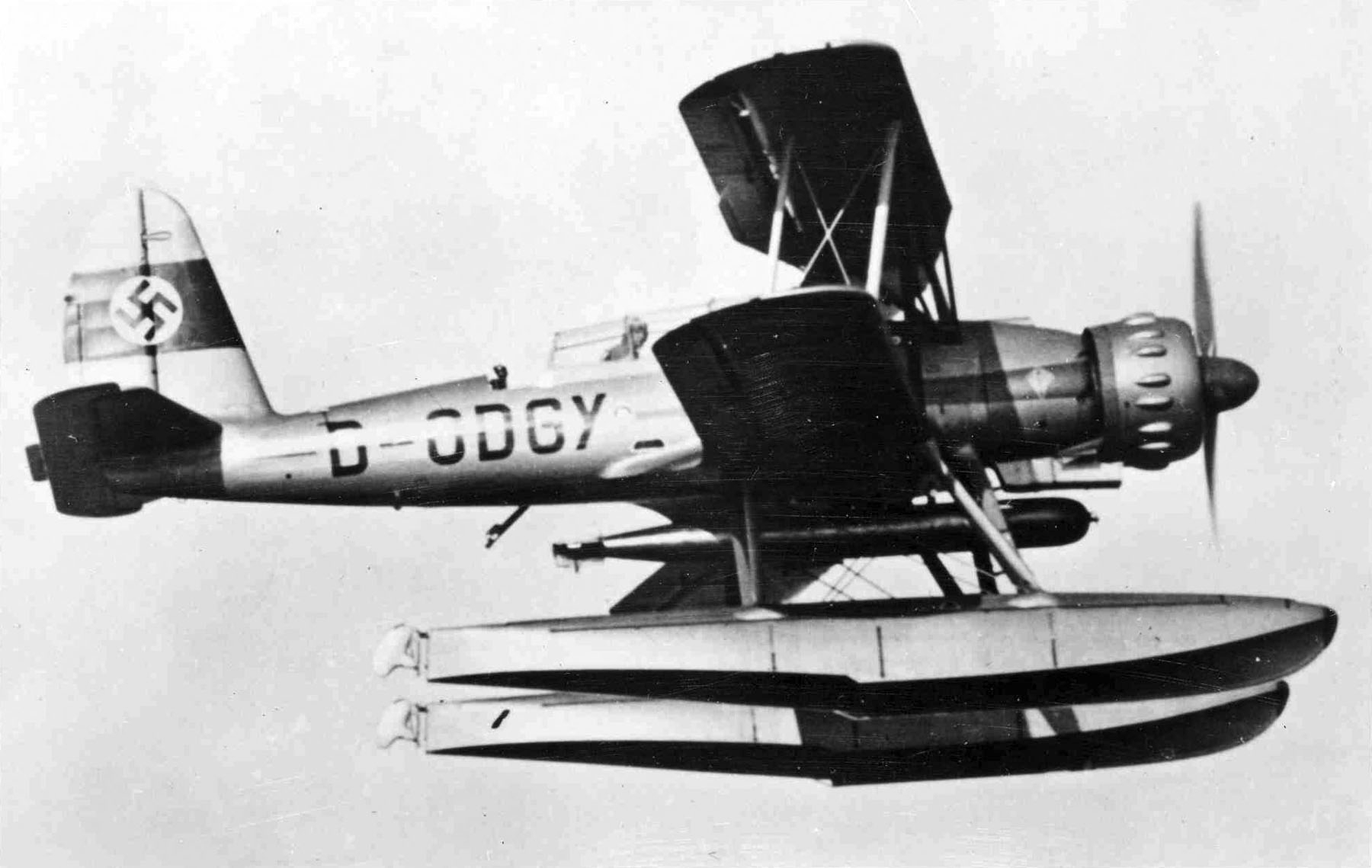
Arado Ar 95 (D-ODGY) s torpédem

V srpnu 1938 bylo 6 kusů Ar 95 A-0 odesláno do Legie Condor, kde byly ve španělské občanské válce bojově testovány. Poté stroje do své výzbroje zařadila jednotka Grupo 64 s domovskou základnou v Pollense na ostrově Mallorca. Zde tyto letouny plnily průzkumné úkoly a operovaly proti republikánským dopravním lodím. Po ukončení občanské války ve Španělsku byl útvar rozpuštěn a tři stroje byly předány španělskému letectvu, kde sloužily do roku 1948.
Firma Arado v roce 1938 zahájila omezenou výrobu dvoumístné verze Ar 95 A-1, ze které byly tři kusy prodány do Chile. Chile zakoupilo rovněž šest strojů s kolovým podvozkem Ar 95 B, které převzaly jednotky Grupo 2 a 6. Letouny byly dodány v roce 1939 ještě před vypuknutím války.
Turecko objednalo variantu Ar 95 A-1, ale letouny byly po vypuknutí války předány Luftwaffe. Zde byly zařazeny k 3./SAGr. 125, ostatní letky této skupiny používaly letouny Heinkel He 60 a Heinkel He 114. Od zahájení operace Barbarossa 22. června 1941 operovala 3./SAGr. 125 v rámci Fliegerführer Ostsee nad Baltským mořem. Zde létaly Ar 95 podél pobřeží Lotyšska a Estonska a nasazeny byly také v průběhu námořních výsadků na ostrovy Moor a Dägo. Poté byla skupina převelena na základny ve Finsku a koncem roku 1941 do Konstance v Rumunsku, kde byla přezbrojena na letouny Blohm & Voss BV 138. Ar 95 A-1 poté byly převedeny k jednotce SAGr. 127, která operačně létala nad Finským zálivem. V této roli byly používány až do září 1944.

## Specifikace (Ar 95A-1)

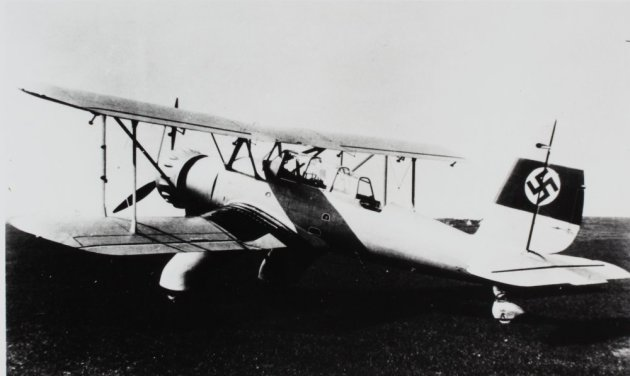
Arado Ar 95 B

### Technické údaje
- Osádka: 2 (pilot a pozorovatel/střelec)
- Rozpětí: 12,5 m
- Délka: 11,1 m
- Výška: 3,6 m
- Nosná plocha: 45,4 m²
- Hmotnost prázdného letounu: 2450 kg
- Maximální vzletová hmotnost: 3560 kg

### Výkony
- Maximální rychlost: 310 km/h ve 3000 m
- Cestovní rychlost: 255 km/h
- Dostup: 7300 m
- Stoupavost: 7,5 m/s
- Dolet: 1100 km
- Pohonná jednotka: 1 × vzduchem chlazený hvězdicový devítitiválec BMW 132 De
  - Výkon  pohonné jednotky: 880 k (656 kW)

### Výzbroj
- 1× pevný kulomet MG 17 ráže 7,92 mm (500 nábojů)
- 1× pohyblivý kulomet MG 15 ráže 7,92 mm (750 nábojů)
- 1× torpédo LTF 5 o hmotnosti 700 kg, nebo 500 kg pum